# En Antena
En Antena fue un programa de televisión producido por Boomerang emitido por la cadena española Antena 3 en la temporada 2006-2007.

## Formato
Emitido de lunes a viernes a primera hora de la tarde, el programa encaja en el género del Magazine, con entrevistas, tertulias, investigación y como novedad, un polígrafo.

### En Antena Splash
Entre el 23 de julio y el 17 de agosto de 2007, el programa, manteniendo su formato, fue presentado por Ximo Rovira y se tituló En Antena Splash.

## Colaboradores
Entre los numerosos colaboradores del programa, se incluyen Idoia Bilbao, Jesús Mariñas, Pepe Calabuig, Ángel Antonio Herrera, María Recarte, Lorena Vázquez, Cristina Fernández, Alfonso Egea, Begoña Ameztoy y Miguel Temprano. El experto del polígrafo era Fernández de Landa.